# Adrián Gunino
Adrián Javier Gunino Duque (ur. 3 lutego 1989 w Montevideo) – urugwajski piłkarz występujący na pozycji obrońcy w Córdoba CF, do której jest wypożyczony z Fénix Montevideo.